# Años 1930

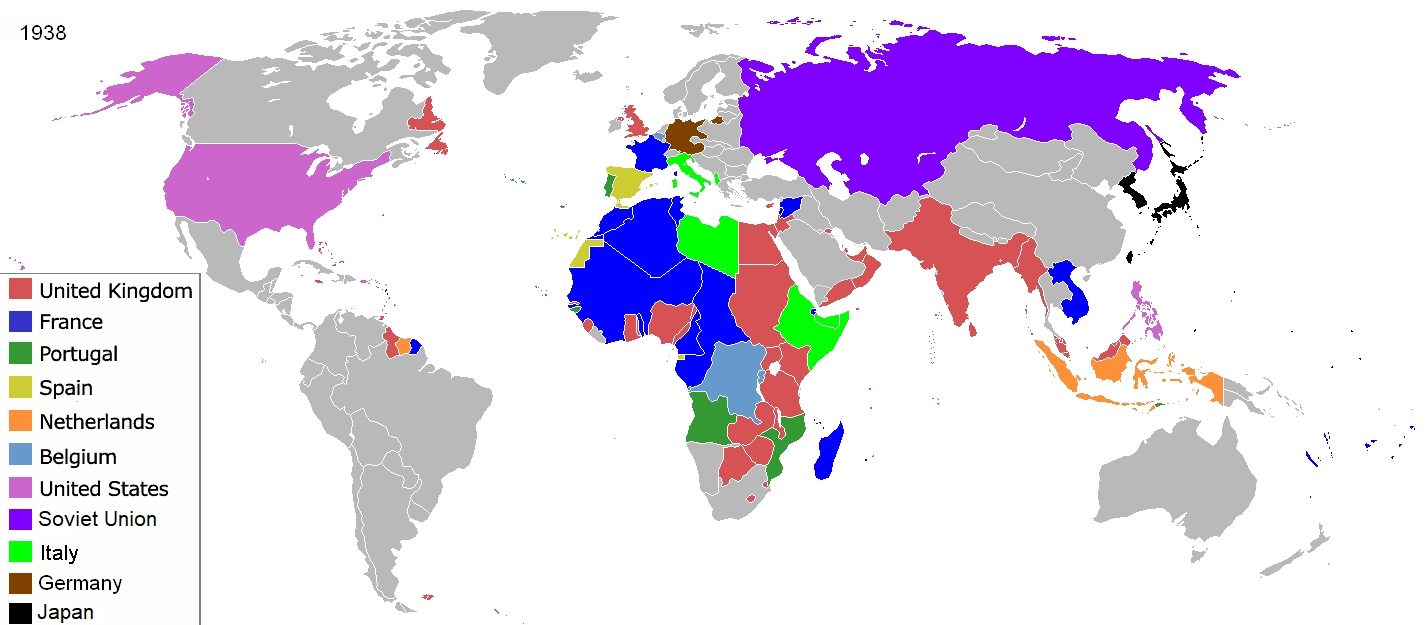
Mapa de los países colonialistas existentes (y sus colonias) en el año 1938, antes del inicio de la Segunda Guerra Mundial.

Se denominan años 1930 o años treinta al decenio del siglo XX comprendida entre el 1 de enero de 1930 y el 31 de diciembre de 1939.
Esta década está claramente influida por la crisis económica (llamada «Gran Depresión») provocada por el Crack del 29, que tuvo un alcance mundial y provocó fuertes tensiones sociales y políticas que permitieron la aparición de dictaduras como la de Hitler en Alemania o Metaxas en Grecia. Este surgimiento de totalitarismos acabó desembocando en una nueva guerra mundial.
Alemania se desarrolla nuevamente, la economía se relanza con el impulso que le da la industria y la inversión del Estado en infraestructuras. El nuevo régimen nazi obtiene numerosos territorios sin disparar un solo tiro, frente a la cual se opone una política de apaciguamiento liderada por las democracias liberales occidentales que finalmente fracasó. El Imperio japonés se consolidaba en Asia afectando los intereses de Europa y Estados Unidos, especialmente en el Pacífico. Japón crea un «estado títere» en China bajo el nombre de Manchukuo. Por su parte Italia inicia una política de rearme militar y expansiva territorial que le lleva a la invasión de Etiopía. 
En Estados Unidos el presidente Franklin Delano Roosevelt lideró la recuperación económica del país tras la crisis provocada por la Gran Depresión de 1929. Gran Bretaña mantuvo su sistema político prácticamente inalterable, al contrario que Francia, que no logró consolidar una organización político-social fuerte y bordeó la guerra civil. Luego de su transformación en la Unión Soviética, Rusia fue escenario de hambrunas endémicas (como la hambruna ucraniana), represión política y la Gran Purga.
El fracaso parcial de un golpe de Estado contra la Segunda República Española desembocó en la guerra civil española (1936-39), la cual desangró a España, la convirtió en un Estado de carácter totalitario tras la victoria de los sublevados y sirvió de preámbulo a la nueva gran guerra mundial que estaba por venir en el continente.
Se puede considerar que esta década finaliza el 1 de septiembre de 1939, cuando Hitler (y días más tarde Stalin) invaden Polonia y comienza el conflicto más mortífero de la historia: la Segunda Guerra Mundial, que marcaría toda la década de 1940.

## Acontecimientos históricos

### 1930

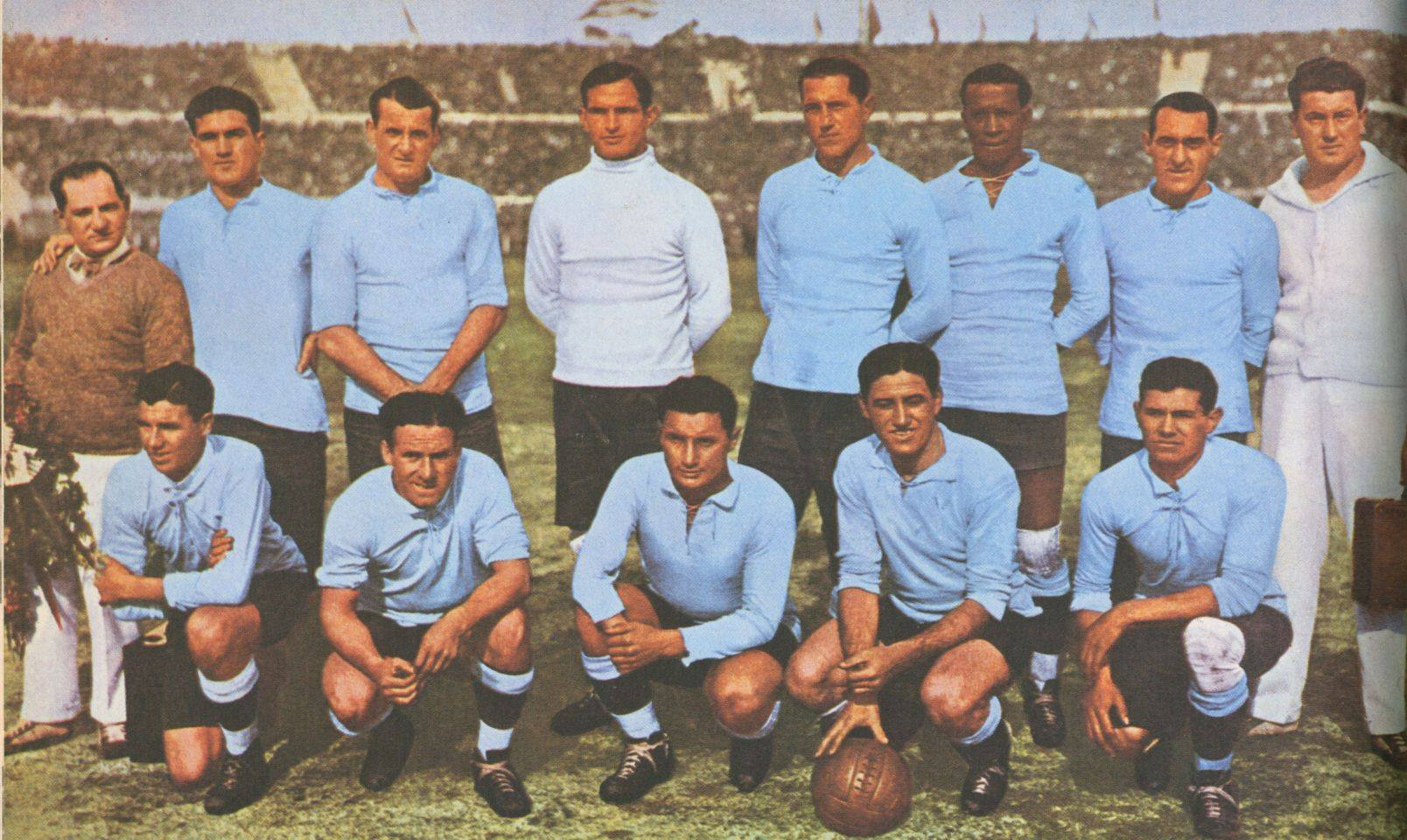

- Se organiza en Montevideo (capital de Uruguay) el primer Mundial de Fútbol, siendo ganado precisamente por la selección anfitriona 4-2 ante Argentina.
- Dictadura de Rafael Leónidas Trujillo en República Dominicana, también conocida como la Era de Trujillo.
- Argentina: Primer golpe de Estado de la era constitucional cuando es derrocado el presidente Hipólito Yrigoyen, marcando el inicio de la Década Infame.
- Un golpe de Estado en Brasil pone fin a la república velha e inicia el régimen de Getúlio Vargas.
- Clyde Tombaugh: descubrimiento del planeta enano Plutón (considerado planeta).
- Robert Julius Trumpler: identifica y mide la absorción de la luz de las estrellas por la materia interestelar.
- Robert J. van de Graaff: Invención del acelerador electrostático de partículas.

### 1931
- Durante el transcurso del año:
  - La crisis económica mundial se extiende por toda Europa.
  - Alemania: Hundimiento económico y financiero.
  - El abandono de la paridad oro de la libra británica, lo que provocó la devaluación.
- Proclamación de la II República española.
- Japón invade Manchuria.
- Inauguración del Empire State Building (Nueva York).
- Kurt Gödel: lógica matemática.
- Georges Lemaître: teoría cosmológica del átomo primitivo.
- Ernst Ruska y Max Knoll construyen el primer microscopio electrónico.

### 1932
- Maximiliano Hernández Martínez manda a ejecutar a indígenas y campesinos luego de una protesta conocida como Levantamiento Campesino.
- En Alemania, el Partido Nacional Socialista consigue la victoria en las elecciones generales.
- 1932-1968: Dictadura de António de Oliveira Salazar en Portugal.
- 1932-1935: Guerra del Chaco, entre Bolivia y Paraguay.
- 1932-1933: Guerra colombo-peruana.
- Un mundo feliz de Aldous Huxley.
- Carl David Anderson: descubrimiento del positrón.
- Amelia Earhart se convierte en la primera mujer en volar el Atlántico.

### 1933

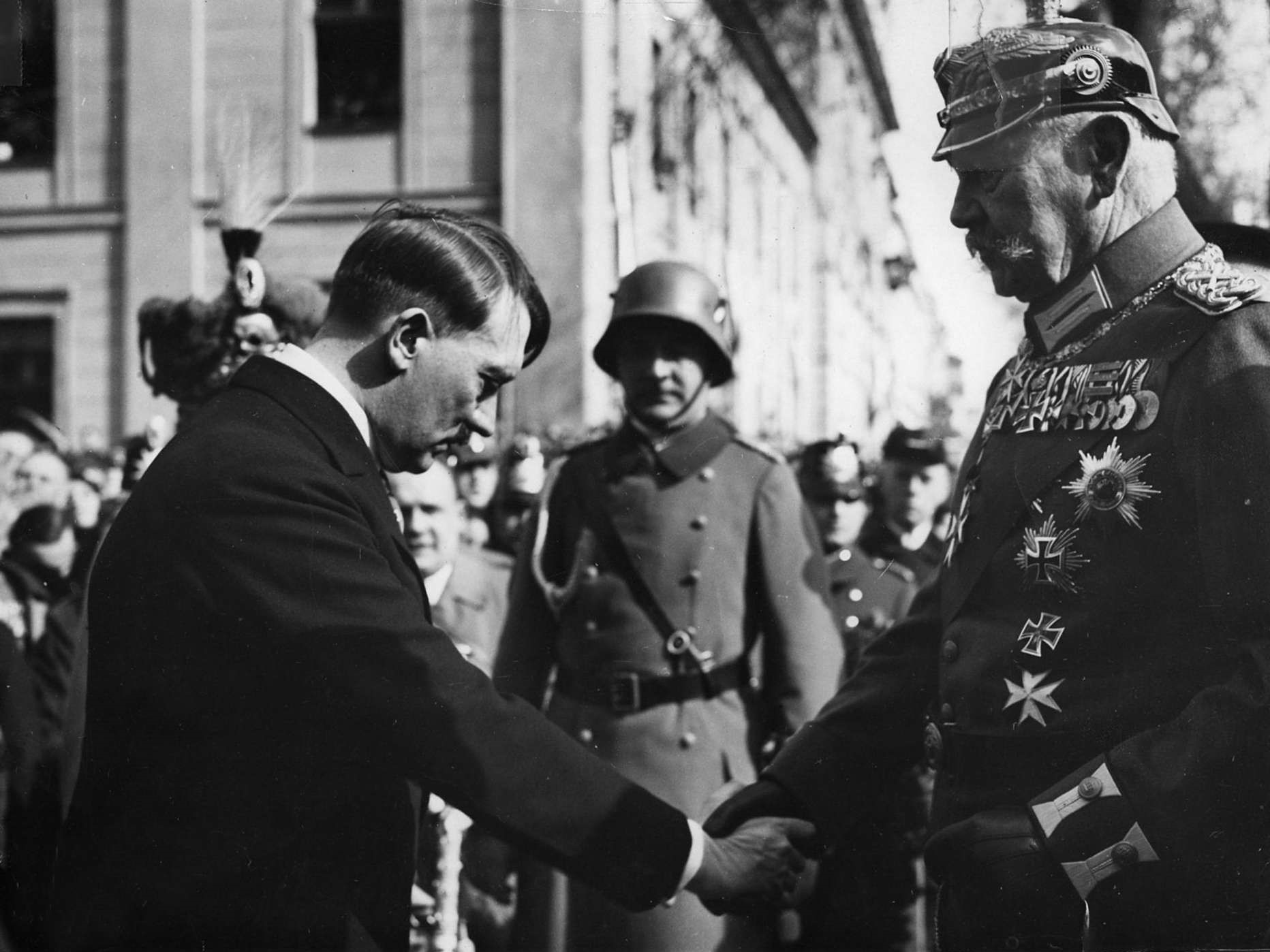

- Finaliza la ocupación estadounidense de Nicaragua.
- Adolf Hitler, canciller de Alemania: obtiene plenos poderes en el país.
- Comienza la era Roosevelt en los Estados Unidos.
- Incendio del Reichstag alemán.
- Derogación de la ley seca en los Estados Unidos.
- Inicio en Alemania de la persecución contra los judíos.
- Dachau: primer campo de concentración en Alemania.
- E. Brüche, Max Knoll y Ernst Ruska: mejoras en el microscopio electrónico.

### 1934
- Asesinato del canciller de Austria, Engelbert Dollfuß, perpetrado por los nazis
- Fallece el rey Alberto I de Bélgica, tras 24 años de reinado. Lo sucede su hijo Leopoldo III de Bélgica.
- Mao Tse Tung conduce la Larga Marcha.
- En Alemania sucede la Noche de los cuchillos largos.
- Lázaro Cárdenas, presidente de México.
- Revolución de Asturias (España).

### 1935
- Grecia retorna a la monarquía.
- Fin de la guerra del Chaco entre Bolivia y Paraguay.
- Alemania nazi: Leyes de Núremberg.
- 1935-1936: Invasión italiana a Etiopía.
- Gerhard Domagk: descubrimiento de las Sulfamidas.
- Wendell Meredith Stanley: primer virus aislado.
- Konrad Lorenz describe el fenómeno de la impronta.

### 1936
- España: Victoria electoral del Frente Popular.
- Chile: Formación del Frente Popular.
- 1936-1939: guerra civil española.
- Formación del Eje Roma-Berlín-Tokio.
- Jorge VI se convierte en rey de Inglaterra, tras abdicación de su hermano Eduardo VIII, quien sucedió a su padre Jorge V, cuando murió el año anterior, tras 25 años de reinado.
- La casa de Bernarda Alba de Federico García Lorca.
- La teoría general sobre el empleo, el interés y el dinero de John Maynard Keynes.
- Aleksandr Oparin: primera teoría moderna sobre el origen de la vida.
- Grote Reber: el radiotelescopio.

### 1937
- Gran Purga en la URSS (deportaciones a los campos del Gulag y ejecuciones, 800.000 muertos según los datos desarchivados del Kremlin).
- 1937-1945: Guerra entre China y Japón.
- Picasso pinta el Guernica.
- Walt Disney estrena Blancanieves y los siete enanitos, primer largometraje animado a color.
- Karl Landsteiner y Alexander Wiener: descubrimiento del factor Rh.
- Wallace Carothers: Descubrimiento del nailon.

### 1938
- La Alemania nazi anexiona Austria.
- Batalla del Ebro en España.
- Pacto de Múnich, ante la crisis de los Sudetes, en Checoslovaquia.
- La noche de los cristales rotos en Múnich.
- Pedro Aguirre Cerda (Frente Popular), presidente de Chile.
- Otto Hahn y Fritz Strassmann: Fisión nuclear.
- Chester Carlson: la xerografía.

### 1939
- Alemania invade Checoslovaquia.
- Fin de la guerra civil española. Inicio de la dictadura de Francisco Franco.
- Alemania e Italia firman el Pacto de Acero.
- Pacto germano soviético.
- 1939-1945: Segunda Guerra Mundial:
  - La Alemania nazi invade Polonia (1 de septiembre).
  - Reino Unido y Francia le declaran la guerra al Tercer Reich: Inicio de la Segunda Guerra Mundial.
  - La Unión Soviética invade Polonia.
  - 1939-1940: Guerra fino-soviética.
  - Invasión de los países bálticos por la Unión Soviética.
- Jean Frédéric Joliot-Curie: reacción nuclear en cadena.

## Cronología de otros eventos que ocurrieron durante la década

### 1930
- El hombre sin atributos de Robert Musil.
- La Joconde aux clés de Fernand Leger.

### 1931
- Al Capone es sentenciado a 11 años de prisión por evadir impuestos.
- Las olas de Virginia Woolf.

### 1932
- Viaje al fin de la noche de Louis-Ferdinand Céline.
- James Chadwick: descubrimiento del neutrón.
- Alexander Calder: primeros «móviles».
- Harold Clayton Urey: descubrimiento del deuterio y del agua pesada.

### 1933
- Fulgencio Batista alcanza el poder en Cuba.
- El Partido Nacional-socialista, único partido legal en Alemania.
- Pacto Roca-Runciman.
- Uruguay: Dictadura de Gabriel Terra.
- José Antonio Primo de Rivera funda Falange Española.
- La condición humana de André Malraux.

### 1934
- Muerte del enemigo público número uno de Estados Unidos: John Dillinger.
- Asesinato del guerrillero nicaragüense, Augusto César Sandino.
- Trópico de Cáncer de Henry Miller.

### 1935
- Fallece el presidente de Venezuela Juan Vicente Gómez, después de 27 años de gobierno.
- País de nieve de Yasunari Kawabata.
- Porgy y Bess

### 1937
- Alvar Aalto: pabellón de Finlandia en la Exposición Universal de París.
- Amelia Earhart muere desaparecida en el Pacífico.

### 1938
- El presidente de México, decreta la Expropiación del petróleo en México.
- Hans Bethe: ciclo de reacciones nucleares que son el origen del brillo de las estrellas calientes.
- La náusea de Jean-Paul Sartre.

### 1939
- Nicolas Bourbaki: Inicio de la publicación de los Elementos de Matemáticas.

## Cine

### De 1930 a 1934
- 1930: El ángel azul de Josef von Sternberg.
- 1930: La edad de oro de Luis Buñuel.
- 1931: Frankenstein de James Whale.
- 1932: Freaks de Tod Browning.
- 1932: Scarface de Howard Hawks.
- 1933: King Kong de .

### De 1935 a 1939
- 1935: Una noche en la ópera de Sam Wood y.
- 1936: Tiempos modernos de Charles Chaplin.
- 1937: La gran ilusión de Jean Renoir.
- 1938: The Adventures of Robin Hood de Michael Curtiz y William Keighley.
- 1939: La regla del juego de Jean Renoir.
- 1939: Lo que el viento se llevó de Victor Fleming.
- 1939: El mago de Oz de Victor Fleming.
- 1939: La diligencia de John Ford.

Principal referencia:

## Música

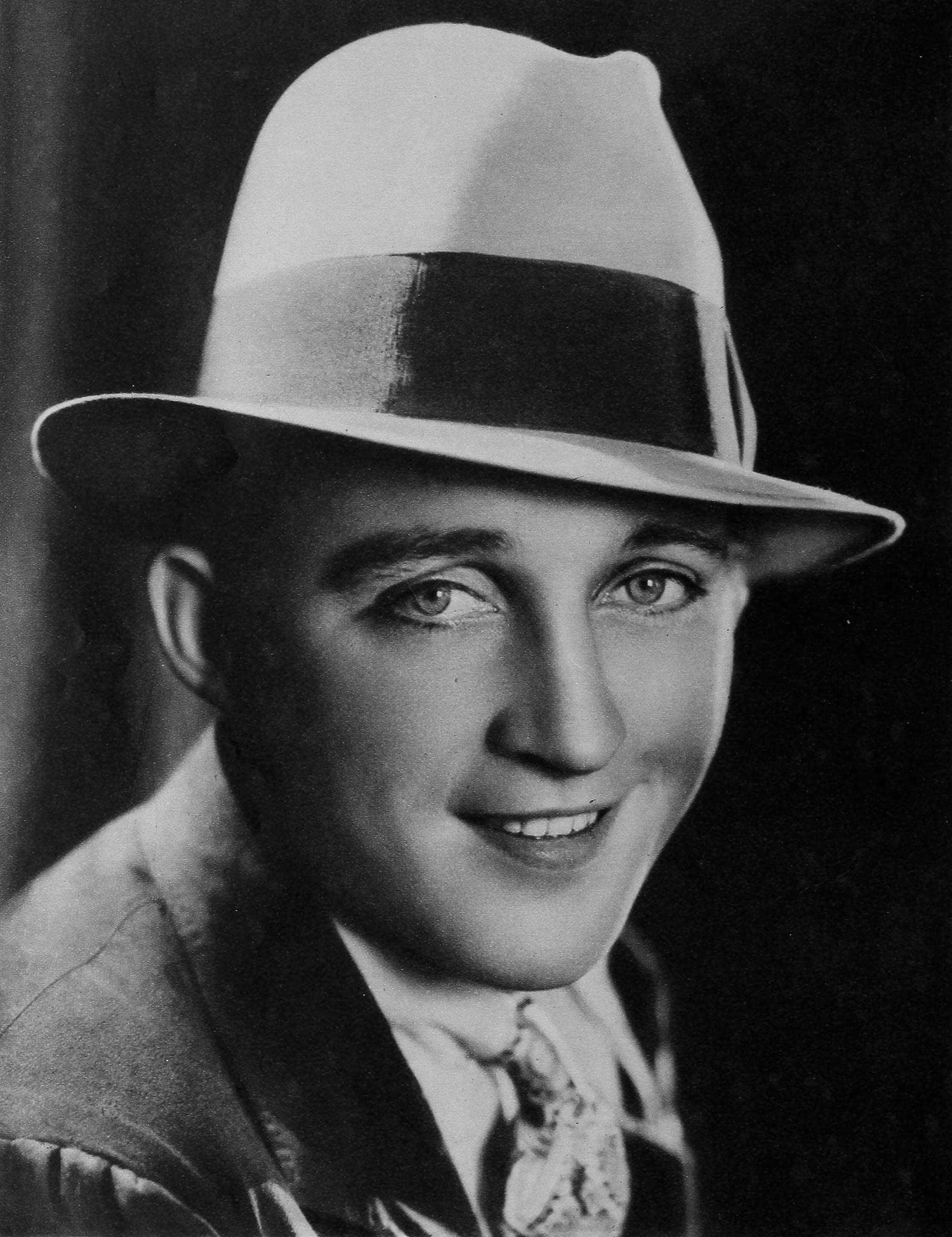
Bing Crosby

En el ámbito musical la década completa de los años 30 estuvo dominada por Bing Crosby considerado el primer artista multimedia, el primer gran solista, la primera figura en atraer grandes masas de fanes, el primer gran vendedor de discos, Crosby, es considerado uno de los actos más vendidos del siglo XX en el mundo también ostenta la canción más vendida de la historia, White Christmas, con más de 50 millones de copias vendidas en el mundo.